# دون دالي
دون دالي (بالإنجليزية: Don Dale)‏ هو سياسي أسترالي، ولد في 8 ديسمبر 1944، وتوفي في 13 فبراير 1990. حزبياً، نشط في حزب الدولة الليبرالي ‏. وقد انتخب عضو الجمعية التشريعية للإقليم الشمالي ‏.